# Quarteera
Qвартира (нем. Quarteera) — некоммерческая волонтёрская русскоязычная ЛГБТ-организация Германии с центром в Берлине. Организация была официально зарегистрирована в 2011 году и называет себя «русскоязычной группой геев, лесбиянок, бисексуалов, трансгендеров и их друзей в Германии». Название организации представляет собой игру слов queer, art и quartier.
Начало «Квартиры» было заложено в 2009 году, когда несколько активистов устроили 17 мая в честь дня борьбы против гомофобии «Радужный флешмоб», запустив в небо тысячи разноцветных воздушных шариков. Официально организация была создана двумя годами позже — в апреле 2011 года.

## Деятельность

### Просветительская деятельность
Одной из целей организации является работа с русскоязычными ЛГБТ-мигрантами, помощь при каминг-ауте с их родителями и семьями, которые часто более гомофобно настроены, чем остальное немецкое общество. В будущих планах организации — создание профессиональной консультационной службы, включающей профессиональную психологическую и юридическую помощь.
С 18 по 28 декабря 2011 года совместно с петербургской организацией «Выход», Российской ЛГБТ-сетью и организацией «Гендер-Л» в Саксонской Швейцарии в рамках зимнего лагеря для русскоязычной молодёжи «Квартирой» был организован и проведён образовательный мастер-класс по теме гомосексуальности и толерантности.
В декабре 2012 года «Квартира» при финансировании международного Фонда Гиршфельда — Эдди выпустила брошюру на немецком языке о ситуации с правами ЛГБТ в России и в странах постсоветского пространства. В сотрудничестве с «Квартирой» берлинский Музей гомосексуальности летом 2013 года подготовил выставку, посвящённую положению гомосексуалов в Советском Союзе и России.
В 2014 году «Квартира» помогла с изданием книги Елены Климовой «Дети-404. ЛГБТ-подростки: в стенах молчания».
В ноябре 2015 года «Квартира» вместе с Schwulenberatung Berlin и Deutsche AIDS-Hilfe стала соучиредителем международного семинара, посвящённого проблемам ЛГБТ в странах Восточной Европы, в котором приняли участие более 40 человек из семи стран.

### Кампании, акции, митинги и протесты

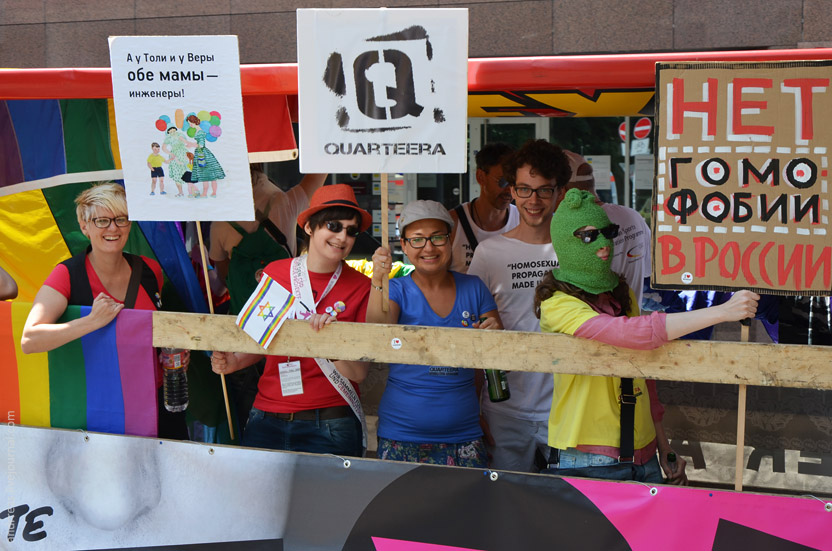
Члены «Квартиры» на гей-прайде в Берлине, июнь 2012

«Квартира» совместно с немецкими ЛГБТ-организациями многократно выступала организатором различных демонстраций и митингов в поддержку прав ЛГБТ в России. В июне 2011 года организация участвовала в митинге перед Российским посольством в Берлине. В митинге также приняли участие активисты Союза геев и лесбиянок Германии, а также депутат Бундестага от партии «Зелёных» Фолькер Бек.
`
В феврале 2012 года «Квартира» снова выступила одним из организаторов протестов перед русским посольством в Берлине против принимаемого тогда законопроекта о пропаганде гомосексуализма в Санкт-Петербурге. Тогда протест поддержали активисты из российской «Радужной ассоциации», международного кинофестиваля «Бок о бок», международного Фонда Гиршфельда — Эдди и Союза геев и лесбиянок Германии. В митинге участвовали также немецкие политики, в частности член Бундестага Марилуиза Бек.
23 июня 2012 года на Christopher Street Day российская колонна во главе с «Квартирой» открыла берлинский гей-прайд, на который пришло около 700 тысяч человек. Для прайда были придуманы плакаты по мотивам художников Пьера и Жиля с Владимиром Путиным и Дмитрием Медведевым, которые стали иллюстрацией большинства материалов СМИ о прайде, центром которого стала Россия. Российский Первый канал также вышел на организаторов российской колонны берлинского прайда. Одного из членов организации пригласили участвовать в ток-шоу.
В ноябре 2013 года активист «Квартиры» Иван Кильбер, прорвавшись к трибуне с вымазанными красной краской руками и радужным флагом и словами «У Мизулиной на руках кровь несовершеннолетних гомосексуалов и транссексуалов, которые были убиты или покончили самоубийством», попытался сорвать выступление Елены Мизулиной на конференции «За будущее семьи», организованной в Лейпциге правопопулистским журналом Compact.
В январе 2014 года «Квартира» принимала участие в качестве гостя на парламентском собрании в Европарламенте на заседании, посвящённым обсуждению вопросов, связанных с соблюдением прав человека в России. 1 февраля 2014 года в Красной ратуше в Берлине состоялась международная конференция Gold For Equal Rights, одним из соорганизаторов которой выступила «Квартира». Конференция была посвящена положению ЛГБТ в России. В ней также приняли участие многие российские ЛГБТ-активисты.
Ежегодно организация проводит в городах Германии «радужные флешмобы» — акции по запуску воздушных шаров в Международный день борьбы с гомофобией. В июле 2012 года один из создателей «Квартиры» активист Иван Кильбер был награждён премией Гамбургского гей-прайда за изобретение «радужного флешмоба» в 2009 году, который тогда был проведён в более 30 городах России, а сегодня превратился в международную акцию.

### Помощь в получении политического убежища
Кроме прочего «Квартира» помогает желающим получить в Германии статус ЛГБТ-беженца по причине дискриминации по признаку сексуальной ориентации. В частности, организация помогает найти адвоката и подготовиться к собеседованию. В сентябре 2013 года при поддержке «Квартиры» в Германии получил политическое убежище 26-летний гей из Новосибирска. Этот случай стал первым случаем получения гомосексуалом из России политического убежища в Германии.
По сообщениям «Квартиры», после принятия закона о пропаганде гомосексуализма, в организацию ежедневно приходят запросы с просьбой в оказании помощи при получении политического убежища в Германии. На ноябрь 2013 года организация оказала содействие лишь двум человекам, ещё 12 дел находилось в стадии рассмотрения. Вместе с тем, «Квартира» отговаривает российских ЛГБТ просить убежище в Германии и просит рассмотреть другие варианты эмиграции по причине того, что получение статуса беженца в ФРГ очень сложно.

### Модельный проект „Разнообразие heißt Vielfalt“
С сентября 2019 года по июнь 2022 Quarteera участвовала в качестве партнера по сотрудничеству в модельном проекте „Разнообразие heißt Vielfalt“, который Фонд Waldschlösschen Academy реализовывал в рамках программы «Модернизация и расширение структур поддержки политического образования взрослых – усиление и диверсификация» по программе Федерального агентства гражданского образования. Целью проекта было инициировать профессионализацию русскоязычных инфлюэнсеров с целью продвижения, квалификации и укрепления квир-русскоязычного сообщества в Германии.